# Telenovela brésilienne
Les telenovelas brésiliennes sont les séries télévisées, généralement de type soap opera, diffusées en soirée à la télévision brésilienne. Elles constituent un élément prépondérant de la grille des programmes de soirée des chaînes de télévision brésiliennes, étant diffusées en continuité sur une plage horaire allant de 18 à 23 heures, avec autour de vingt heures la diffusion du journal télévisé.
Leur diffusion est segmentée en créneaux horaires précis en avant soirée, première et seconde partie de soirée; les séries portent, suivant leur horaire de diffusion, les noms de novela das seis, novela das sete, novela das oito, novela das nove et novela das dez, signifiant respectivement « série de six heures », « série de sept heures », « série de huit heures », « série de neuf heures » et « série de dix heures ». La durée de leur programmation ne dépasse pas, à quelques exceptions, l'année. Elles ne comportent pas de saisons et sont diffusées de l'automne au printemps, comportant en moyenne 200 épisodes.

## Historique
Les origines des telenovelas coïncident avec les origines de la télévision au Brésil. Sua Vida Me Pertence est considérée comme la première telenovela de la télévision mondiale. Elle a été diffusée à partir du 21 décembre 1951 sur le réseau de télévision aujourd'hui disparu Tupi.